# Classe Montana
Pour les articles homonymes, voir Montana (homonymie).
La classe Montana était une classe de cuirassés rapides de la Marine américaine destinée à remplacer la classe Iowa en étant plus lente mais mieux blindée et armée. Cinq navires furent commandés pendant la Seconde Guerre mondiale mais leur construction fut retardée puis annulée en faveur de la classe de porte-avions Essex.
Avec 12 canons de 16 pouces (406 mm) et un plus grand nombre de canons anti-aériens que la classe Iowa ainsi qu'un blindage plus épais, les cuirassés de la classe Montana auraient été les plus puissants navires déployés par la Marine américaine. Ils auraient été les seuls cuirassés américains capables de rivaliser avec les navires de la classe Yamato japonaise en termes de blindage, d'armement et de déplacement.
Les premières études pour leur construction commencèrent avant l'entrée des États-Unis dans la Seconde Guerre mondiale. Les deux premiers navires furent approuvés par le Congrès des États-Unis en 1939 à la suite du passage du Second Vinson Act mais l'attaque japonaise contre Pearl Harbor retarda leur construction. Les succès remportés par les porte-avions lors de la bataille de la mer de Corail et surtout lors de la bataille de Midway diminuèrent la valeur des cuirassés. La Marine américaine choisit par conséquent d'annuler la classe Montana pour se concentrer sur la construction de porte-avions jugés prioritaires et aucun des cuirassés prévus ne fut construit.

## Histoire

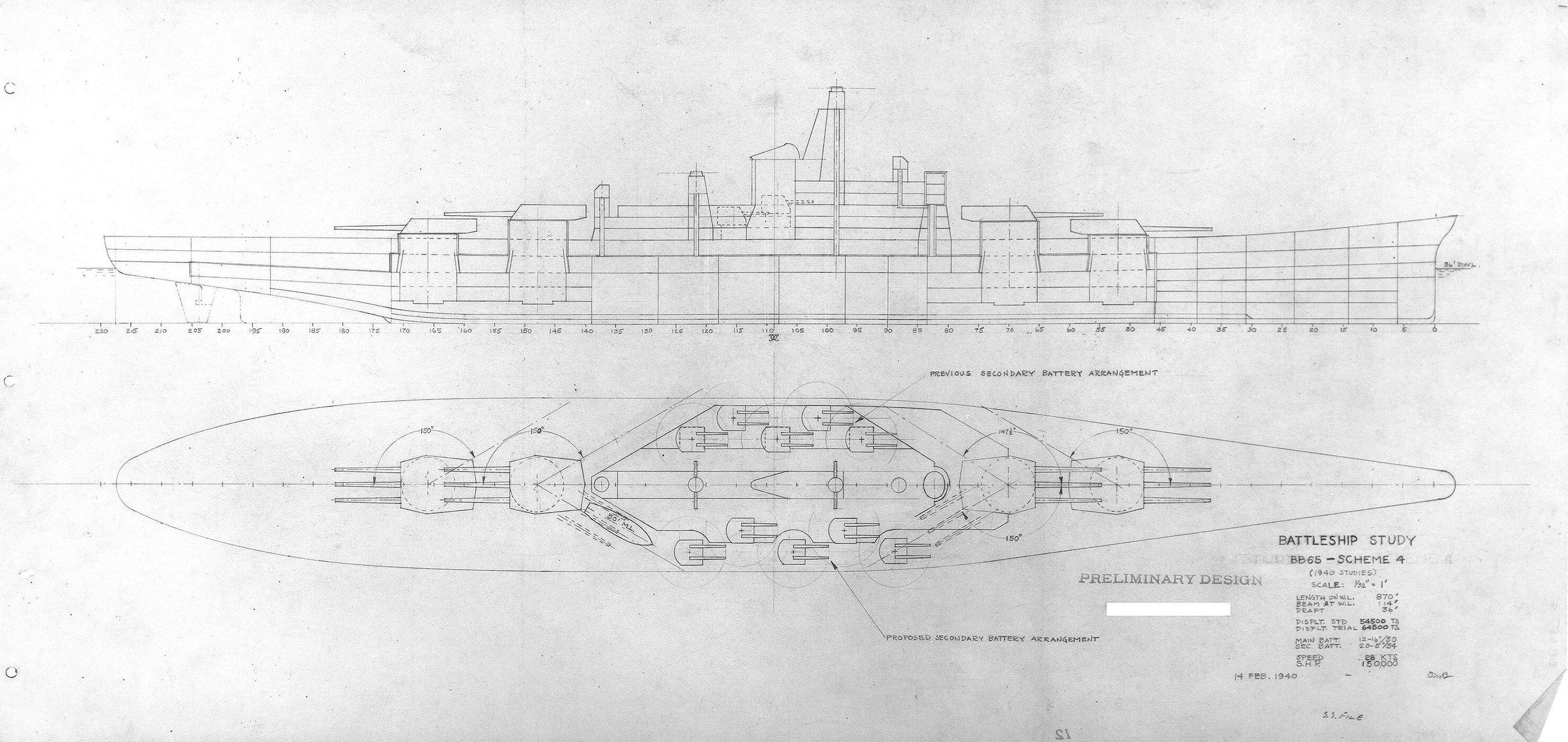
Plan préliminaire de 1940

Avec l'aggravation de la situation politique en Europe et en Asie présageant le déclenchement de la Seconde Guerre mondiale, Carl Vinson, le président du comité naval de la chambre des représentants des États-Unis présenta un plan prévoyant de remettre en état la Marine américaine après les coupes budgétaires imposées par la Grande Dépression et les traités de limitation des armements des années 1930,. Le Second Vinson Act adopté par le Congrès en 1938 confirmait la construction des quatre cuirassés rapides de la classe South Dakota et des deux premiers navires de la classe Iowa portant les numéros de coque BB-61 et BB-62. Quatre autres cuirassés (BB-63, BB-64, BB-65 et BB-66) furent approuvés en 1940 et les deux derniers devaient appartenir à la classe Montana. En 1942, le haut-commandement estima qu'il avait besoin d'autant de cuirassés rapides que possible et les coques BB-65 et BB-66 devinrent respectivement l'USS Illinois et l'USS Kentucky appartenant à la classe Iowa.
La Marine américaine, consciente de la construction par le Japon des cuirassés de la classe Yamato, réfléchissait à la conception de "super-cuirassés" de 58 000 t dès 1938. Cette nouvelle classe équipée de douze canons de 16 pouces (406 mm) reçut le nom de Montana et leur construction fut approuvée par le Congrès par le Two-Ocean Navy Act de 1940. Ces navires, les derniers cuirassés commandés par la Marine américaine, furent désignés par les numéros de coques BB-67 jusqu'à BB-71.
Le déploiement de la classe Montana et des deux derniers navires de la classe Iowa devait donner à la Marine américaine un avantage décisif sur toute autre nation avec un total de 17 nouveaux cuirassés à la fin des années 1940. Les Montana auraient également été les seuls navires américains capables de faire jeu égal avec le Yamato japonais et son navire-jumeau, le Musashi en termes de taille et de puissance de feu.

### Conception
Les études préliminaires concernant la classe Montana commencèrent en 1939 lorsque les porte-avions étaient encore jugés inférieurs aux cuirassés. Les premiers plans prévoyaient la construction de navires de 46 000 t puis le comité naval fit passer le déplacement à 59 000 t et enfin à 65 000 t pour contrer la menace posée par la classe Yamato de la Marine impériale japonaise. Même si elle n'avait pas beaucoup d'informations sur cette dernière, les rumeurs évoquaient des canons de 18 pouces (457 mm).
Le comité naval décida alors d'exiger un cahier des charges s'affranchissant des restrictions du canal de Panama pour obtenir des cuirassés 25 % plus puissants en attaque et en défense que tout autre navire en service ou en construction et qui seraient capable de résister aux obus "super-lourds" de 2 700 livres (1 225 kg) utilisés par les canons américains de 16 pouces (406 mm). S'ils étaient libérés des dimensions imposés par le canal de Panama, la longueur et la hauteur des Montana était limitée par les caractéristiques des chantiers navals où ils devaient être construits. Le New York Navy Yard ne pouvait pas accueillir des navires de plus de 59 000 t et ces derniers devaient pouvoir passer sous le pont de Brooklyn à marée basse.
Une question centrale de la conception était de savoir si les Montana devaient être des cuirassés rapides pouvant atteindre les 33 nœuds (61,1 km/h) de la classe Iowa ou s'ils devaient sacrifier la vitesse au profit du blindage et de l'armement. Le comité naval se prononça pour la seconde option et leur vitesse fut limités à 28 nœuds (51,9 km/h) soit la même que celle des classes North Carolina et classe South Dakota. Cela limitait la capacité des Montana à escorter et à défendre les porte-avions alliés de la flotte du Pacifique qui naviguaient à 33 nœuds (61,1 km/h),,.
Des travaux pour l'élargissement du canal de Panama permettant à ces navires de le franchir débutèrent en 1940 avant d'être abandonné en 1942.

### Annulation

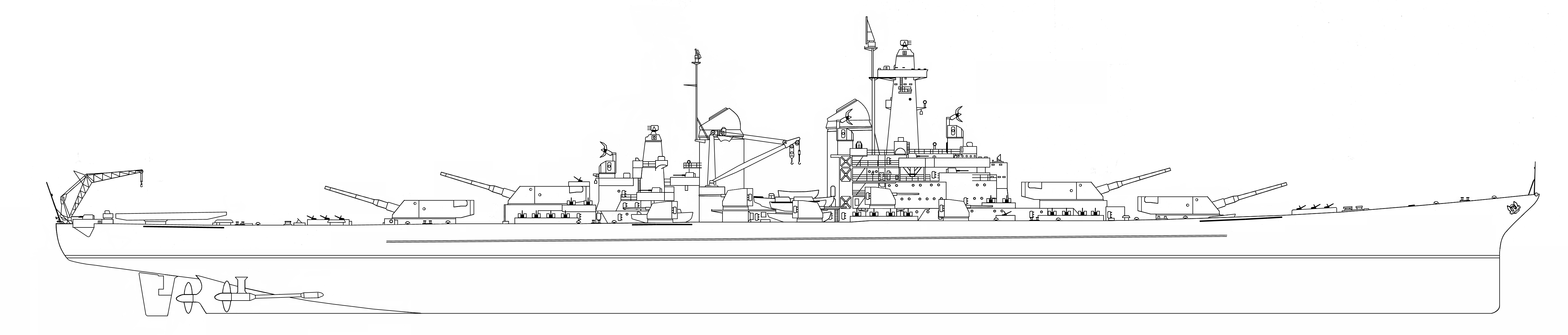
Profil d'un cuirassé de la classe Montana

En janvier 1941, la limite de 59 000 t fut atteinte et les concepteurs décidèrent d'accroître le déplacement pour supporter l'armement et le blindage des navires. Au même moment, les architectes décidèrent d'augmenter légèrement la longueur, de réduire la puissance pour une meilleure répartition de la machinerie et de modifier le modèle d'artillerie secondaire. Le profil des Montana ressemblait à celui des Iowa car ils possédaient la même artillerie principale et une artillerie secondaire de même calibre. Les premiers Montana possédaient cependant trois canons principaux en plus, étaient mieux blindés et étaient plus longs de 6,7 m et plus larges de 4 m.
En avril 1942, le dessin final de la classe fut approuvé et la construction fut autorisée par le Congrès ; la date de livraison était estimée entre le 1er juillet et le 1er novembre 1945. La Marine américaine commanda les navires en mai 1942 mais ils furent placés en attente car les cuirassés de la classe Iowa et les porte-avions de la classe Essex étaient en cours de construction dans les chantiers navals qui leur étaient destinés. Malheureusement pour les Montana, ces derniers avaient la priorité : les Iowa pour leur capacité à défendre les porte-avions Essex contre l'aviation japonaise avec leurs canons de 20 mm et de 40 mm et les Essex pour leur capacité à assurer la suprématie aérienne américaine dans le Pacifique. Par conséquent, la construction de tous les navires fut suspendue en mai 1942 avant que leur quille ne soit posée puis définitivement annulée à la suite de la bataille de Midway qui démontra l'obsolescence des cuirassés et l'importance des porte-avions,. Les quatre navires achevés de la classe Iowa furent donc les derniers cuirassés à entrer en service dans la Marine américaine.

## Navires

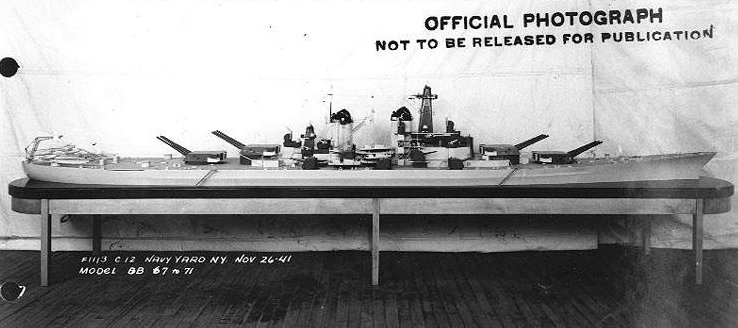
Maquette de 1941

Cinq navires de classe Montana furent autorisés le 19 juillet 1940 mais leur construction fut suspendue indéfiniment avant d'être annulée le 21 juillet 1943. Les cuirassés devaient être construits dans les chantiers navals de New York, de Philadelphie et de Norfolk.

### USSMontana(BB-67)
L'USS Montana devait être le premier navire de la classe. Il devait être le troisième navire à être nommé en honneur du 41e État et sa construction devait se faire à Philadelphie. Un cuirassé USS Montana de numéro de coque BB-51 devait faire partie de la classe South Dakota mais sa construction fut annulée en 1922 tandis que le premier navire de ce nom n'était qu'un croiseur de la classe Tennessee. Le Montana reste donc le seul État américain à n'avoir jamais eu de véritable cuirassé portant son nom,,.

### USSOhio(BB-68)
L'USS Ohio devait être le second navire de la classe Montana. Il devait être nommé en l'honneur du 17e État et devait être construit à Philadelphie. L'USS Ohio devait être le quatrième navire de ce nom à être lancé,.

### USSMaine(BB-69)
L'USS Maine devait être le troisième navire de la classe Montana. Il devait porter le nom du 23e État et sa construction devait se faire à New York. Il aurait été le troisième navire à porter ce nom,.

### USSNew Hampshire(BB-70)
L'USS New Hampshire devait être le quatrième navire de la classe Montana et devait porter le nom du 9e État. Il devait être construit à New York et aurait été le troisième navire à se nommer USS New Hampshire,.

### USSLouisiana(BB-71)
L'USS Louisiana devait être le cinquième et dernier navire de la classe Montana. Sa construction devait se faire à Norfolk et il aurait été le quatrième navire nommé en honneur du 18e État,. Par numéro de coque, l'USS Louisiana fut le dernier cuirassé commandé par la marine américaine.

## Armement

### Artillerie principale

Coupe d'une tourelle de canons de

L'artillerie principale des cuirassés de la classe Montana aurait été composée de 12 canons de 16 pouces (406 mm) répartis en quatre tourelles de trois canons, deux à l'avant et deux à l'arrière. Les canons, les mêmes que ceux de la classe Iowa mesuraient 20 m de long de la culasse à la bouche. Chacun d'eux pesait 108 t sans la culasse et 121,5 t avec. La tourelle triple pèse 1 728 tonnes et dispose de 390 obus soit un total de 1 560 obus pour les Montana.
Ils tiraient des obus de 2 700 livres (1 225 kg) à la vitesse de 820 m/s à une distance maximale de 44 kilomètres ; à cette distance, les obus auraient passé 30 secondes en vol. Les Montana surpassaient ainsi les Yamato en tant que cuirassés possédant la plus lourde bordée ; L'USS Montana et ses navires-jumeaux auraient eu une bordée de 14 700 kg contre 13 100 kg pour le Yamato et le Musashi. Chaque canon était intégré au sein d'une barbette qui s'étendait sur quatre ponts (tourelles 1 et 4) ou sur cinq ponts (tourelles 2 et 3). Les parties inférieures auraient abrité les magasins à munitions et les équipements de manutention. Chaque tourelle aurait nécessité un équipage de 94 hommes pour fonctionner. Il était prévu que les tourelles ne soient pas attachées au navire mais qu'elles reposeraient sur des roulements. Cela signifiait que si le navire chavirait, les tourelles sortiraient de leurs emplacements.
Chaque canon pouvait tirer et être élevé indépendamment des deux autres de sa tourelle. Les canons auraient pu être élevés de -5° à +45° à la vitesse de 12° par seconde tandis que les tourelles auraient pu tourner sur 300° à environ 4° par seconde. Comme la plupart des cuirassés de la Seconde Guerre mondiale, les navires de la classe Montana auraient été équipés d'un système de conduite de tir qui aurait probablement été un Ford Mark I Fire Control Computer (en), un calculateur analogique de 1 430 kg. Ce dernier aurait été utilisé pour diriger le tir de l'artillerie principale du cuirassé en prenant en compte de nombreux facteurs comme la vitesse du navire visé, la durée de vol des projectiles et la résistance de l'air. Au moment de la conception des Montana, les calculateurs commencèrent à être couplés avec un radar qui permettait d'accroître leur précision. Cette efficacité fut démontrée en novembre 1942 lorsque l'USS Washington engagea le Kirishima japonais à une distance 16,9 km durant la nuit. Le navire japonais fut touché à neuf reprises par l'artillerie principale de l'USS Washington et dut être sabordé,. Cela donna à la Marine américaine un avantage considérable car les Japonais ne développèrent pas de système de contrôle de tir équivalent.
L'artillerie principale était conçue pour tirer deux types de projectiles de 16 pouces (406 mm) : Un obus anti-blindage contre les navires et un obus hautement explosif pour les cibles non protégées et le bombardement côtier. Les obus Mark 8 APC anti-blindage pesaient 2 700 livres (1 225 kg) et étaient conçus pour percer l'épais blindage des navires ennemis. À une distance de 18,3 km, ils pouvaient traverser 20 pouces (508 mm) d'acier ou 21 pieds (6 m) de béton armé. Pour les cibles non protégées et le bombardement côtier, l'obus hautement explosif Mark 13 HC de 2 700 livres (1 225 kg) était disponible. Ce dernier pouvait créer un cratère d'impact de 50 pieds (15 m) de large et de 20 pieds (6 m) de profondeur et pouvait défolier les arbres jusqu'à une distance de 370 m.
Le dernier type de munition développé pour les canons de 16 pouces (406 mm) fut les obus W23 "Katie". Ces obus étaient issus de la doctrine de dissuasion nucléaire qui émergea dans les forces armées américaines au début de la guerre froide. Pour rivaliser avec l'armée de l'Air et l'armée de Terre qui avaient développé des bombes et des obus nucléaires pour les utiliser sur les champs de bataille, la Marine américaine commença un programme secret pour développer les obus navals Mark 23 d'une puissance de 15 à 20 kilotonnes. Le programme commença vers 1953 et les obus furent prêts en 1956. Cependant, avec l'annulation de la classe Montana, les cuirassés de la classe Iowa étaient les seuls navires à pouvoir utiliser ces armes,.

### Artillerie secondaire
L'artillerie secondaire de la classe Montana était composée de 20 canons de 5 pouces (127 mm) et de 54 calibres répartis en dix tourelles le long de l'îlot central du navire, cinq de chaque côté. Ces canons, conçus spécifiquement pour les Montana, remplaçaient les canons de 5 pouces (127 mm) plus courts (38 calibres) largement utilisés dans la marine américaine.
Ces deux modèles de canons étaient tous deux utilisés pour lutter contre l'aviation ou contre les petits navires mais les canons des Montana étaient plus lourds et tiraient des projectiles plus lourds, ce qui fatiguait plus rapidement l'équipage,. Les canons de 5 pouces (127 mm) possédaient 500 coups par tourelle et pouvaient tirer jusqu'à 24 km selon un angle de 45°. Inclinés à 85°, ils pouvaient toucher des appareils se trouvant à 15 000 m d'altitude.
L'annulation des cuirassés de la classe Montana en 1943 repoussa l'utilisation des canons de 5 pouces de 54 calibres jusqu'en 1945 lorsqu'ils furent déployés sur les porte-avions de la classe Midway. Les canons se révélèrent efficaces pour la défense anti-aérienne du navire mais furent progressivement retirés du fait de leur poids. Le rôle de défense anti-aérienne fut attribué aux navires du groupe aéronaval.

### Artillerie anti-aérienne

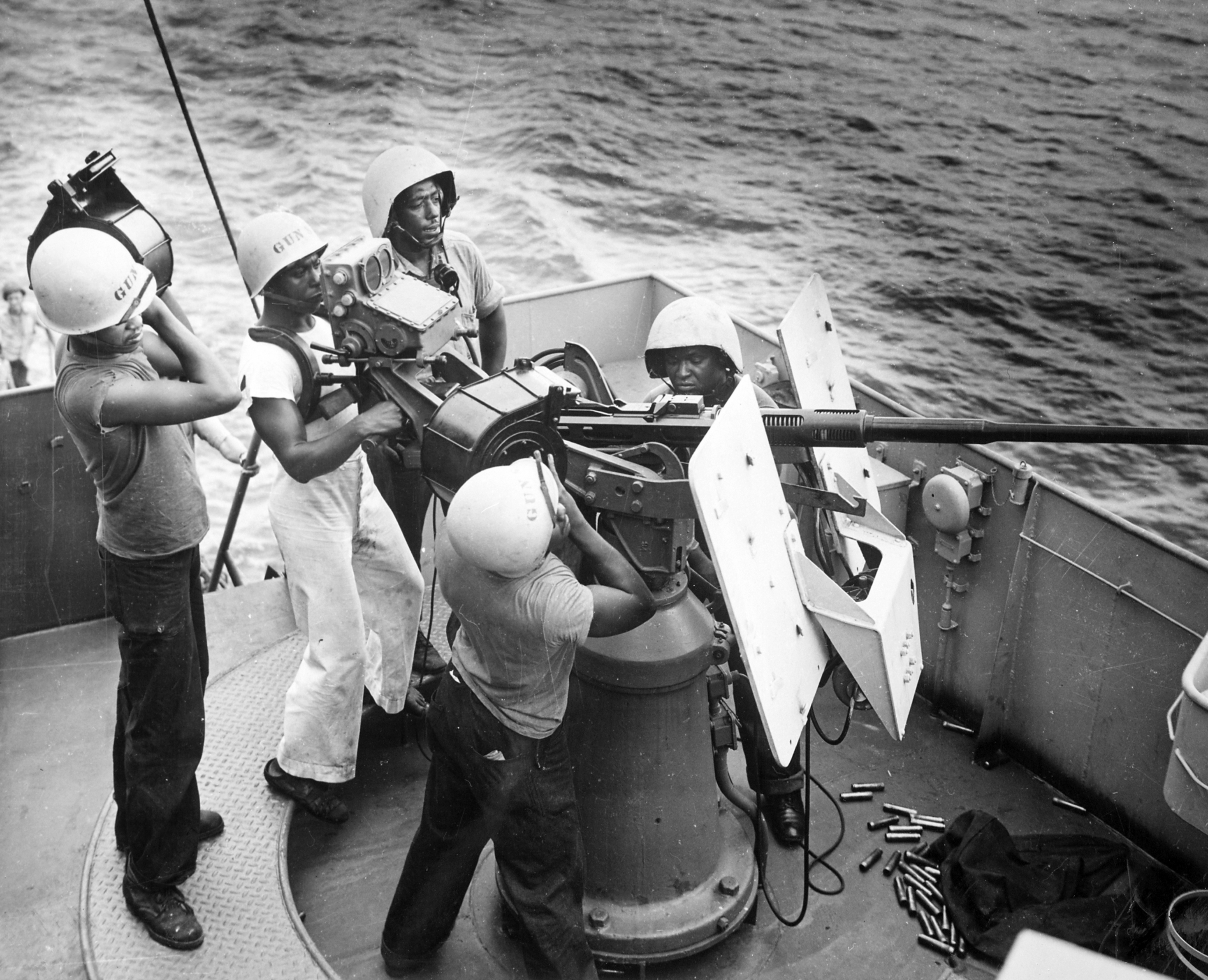
Un canon de 20 mm équipé d'un système de visée à bord d'une frégate des garde-côtes

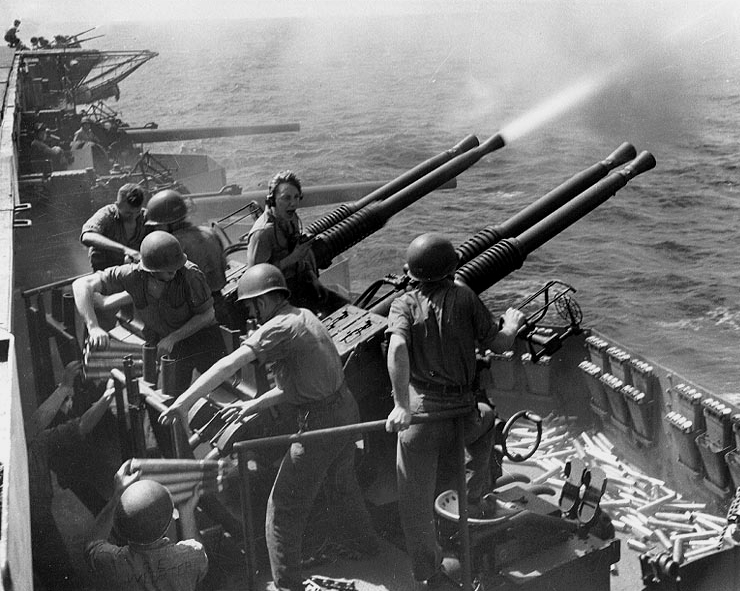
Canons de 40 mm sur un affût quadruple sur le pont de l'

Les cuirassés de la classe Montana auraient été équipés d'un grand nombre de canons anti-aériens pour se protéger et défendre les autres navires (principalement les porte-avions) des attaques des chasseurs et des bombardiers japonais.

#### Canons de20mm
Les canons de 20 mm conçus par Oerlikon furent l'une des armes anti-aériennes les plus produites durant la Seconde Guerre mondiale. Les États-Unis en fabriquèrent 124 735 à eux seuls. Lors de son introduction en 1941, ce canon remplaça les mitrailleuses M2 de 12,7 mm et resta la principale arme antiaérienne jusqu'à l'introduction du canon Bofors de 40 mm en 1943.
Entre décembre 1941 et septembre 1944, 32 % des avions japonais abattus furent attribués à cette arme avec un maximum de 48,3 % dans la seconde moitié de l'année 1942. En 1943, le nouveau système de visée Mark 14 améliora considérablement l'efficacité de ces canons. Ils se révélèrent cependant peu efficaces contre les attaques kamikazes à la fin de la guerre et furent remplacés par les canons de 40 mm.

#### Canons de40mm
Le canon Bofors de 40 mm fut utilisé sur presque tous les navires capitaux britanniques et américains de 1943 à 1945. Équipé du nouveau système de visée Mark 51, le canon de 40 mm devint une arme redoutable et la moitié des appareils japonais abattus entre le 1er octobre 1944 et le 1er février 1945 lui furent attribués.

## Blindage
En plus de sa puissance de feu, la définition d'un cuirassé repose sur son blindage. La conception et la disposition du blindage, lié à la stabilité et aux performances du navire, est une science complexe.
Un cuirassé était généralement conçu pour résister à une attaque menée avec des canons du calibre de son artillerie. Les classes South Dakota et Iowa pouvaient résister à des projectiles équivalents à leur Mark 5 de 2 240 livres (1 016 kg) mais pas aux nouveaux Mark 8 anti-blindage de 2 700 livres (1 225 kg). Les Montana auraient été les seuls navires américains conçus pour y résister.
Jusqu'à l'autorisation de la classe Montana, tous les cuirassés américains étaient construits selon les limites de taille imposées par le canal de Panama. Cela était lié à des raisons logistiques : Les principaux chantiers navals américains étaient situés sur la côte Est des États-Unis mais les États-Unis ayant des intérêts dans les océans Pacifique et Atlantique, ils devaient pouvoir redéployer rapidement des navires d'un océan à l'autre sans avoir à réaliser le long contournement de l'Amérique du Sud.

## Aviation embarquée

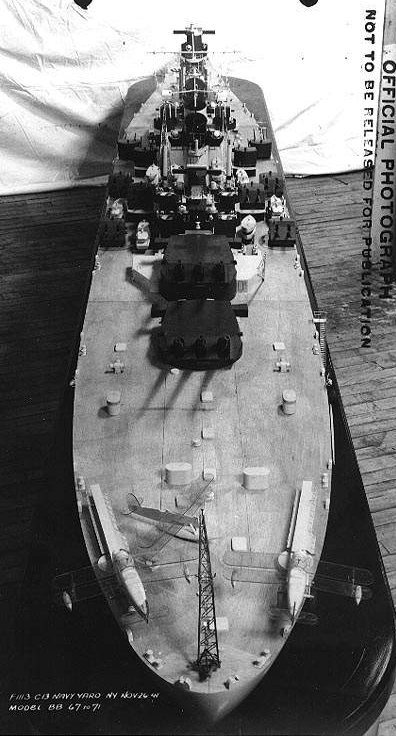
Vue de la poupe d'une maquette d'un Montana montrant les catapultes et la grue pour la récupération des hydravions

Les cuirassés de la classe Montana auraient utilisé des appareils pour la reconnaissance aérienne et pour la direction des tirs d'artillerie. Ces derniers devaient nécessairement être des hydravions qui auraient été lancés depuis des catapultes situées sur la dunette du navire et auraient été récupérés avec une grue située à la poupe. On ne peut qu'émettre des conjectures sur le modèle d'avion qui aurait été utilisé. Comme les hydravions actifs à la fin prévue de construction des navires étaient soit des Kingfisher soit des Seahawk, il semble logique de considérer que ces appareils auraient été embarqués à bord des navires de la classe.

### Kingfisher
Le Vought OS2U Kingfisher était un appareil biplace légèrement armé conçu en 1937. Le plafond opérationnel du Kingfisher en faisait un appareil parfait pour sa principale mission : observer les impacts des projectiles et envoyer des corrections par radio aux artilleurs. Les hydravions de la Seconde Guerre mondiale réalisaient également des missions de recherche et sauvetage des aviateurs abattus.

### Seahawk
En juin 1942, le Bureau of Aeronautics de la Marine américaine demanda la construction d'un nouvel hydravion pour remplacer le Kingfisher et le Curtiss SO3C Seamew. Le nouvel appareil devait pouvoir se poser sur l'eau et sur la terre ferme. Curtiss proposa un concept le 1er août et reçut une commande de deux prototypes et de cinq appareils de test le 25 août. Le premier vol du prototype XSC-1 eut lieu le 16 février 1944 à l'usine de Curtiss à Columbus dans l'Ohio. Le premier appareil fut livré en octobre 1944 et au début de l'année 1945, l'hydravion monoplace SC Seahawk commença à remplacer le Kingfisher. Il est donc probable que s'ils avaient été construits, les navires de la classe Montana auraient embarqué des Seahawk pour la reconnaissance et les missions de sauvetage.

## Culture populaire
Ils font une apparition dans le manga Schwarzesmarken de l'univers Muv-Luv (en).
Le Montana est le dernier cuirassé de rang X, dans l'arbre technologique américain au sein du jeu World Of Warships.